# 24Kitchen
24Kitchen je TВ канал који је 100% посвећен кувању и исхрани и то са програмом који се емитује 24 часа дневно. Од децембра 2011. године овај канал је доступан гледаоцима готово код свих кабловских оператера. 24Kitchen даје поуздане информације o здравој исхрани, намирницама и припремању јела. Програм канала 24Kitchen увек искрено говори o здравој исхрани и опште прихваћеном стилу живота. У емисијама које се могу гледати на 24Kitchen каналу кувари дају инспирацију и практичне савете како да једете здраво. Такође, свакодневно се говори o састојцима, њиховим карактеристикама и пореклу. У Србији се програм може пратити код многих оператера, титлован на српски језик и на интернету.